# Tetralogija Fallot
Tetralogija Fallot  je anomalija srca uzrokovana primarnim embrionalnim poremećajem, anterosuperioenom devijacijom komorskog (ventrikularnog outlet) septuma. Kao posledice primarne nastaju tri sekundarne anomalije: veliki malalignment VSD (obično dijametra aortnog anulusa), opstrukcija izlaznog trakta desne komore i dekstropozicija aorte. Tercijarna anomalija je hipertrofija desne komore, koja se razvija kao posledica opstrukcije izlaznog trakta desne komore.

## Epidemiologija
Godišnje se više od milion dece u svetu rađa sa urođenom srčanom manom. Od ovog broja njih 100.000 neće preživeti prvu godinu, a 1.000 će umreti pre odrastanja. Iznenadna smrt javlja se u 1-6% bolesnika, a uzrokovana je ventrikulskom tahikardijom odnosno fibrilacijom.
Tetralogija Fallot (skraćeno TOF) učestvuje sa oko 10% u slučajevima sa urođenim srčanim manama (skraćeno CHD), i javlja se kod 3-6 beba na svakih 10.000 rođenih. Ona takođe čini jednu trećinu svih CHD kod pacijenata mlađih od 15 godina. 
U većini slučajeva, tetralogij Fallot je sporadična i nefamilijalna anomalija. Incidenca kod braće i sestara pogođenih roditelja iznosi 1-5%, a to se češće javlja kod muškaraca nego kod žena.
Poremećaj je povezan sa ekstrakardijalnim anomalijama kao što su anomalije usne i nepca, hipospadija i skeletne i kraniofacijalne abnormalnost. 
Genetika
Genetske studije pokazuju da kod nekih bolesnika sa tetralogijom Fallot-a može doći do delicije 22q11.2 hromozoma (odnosno Di Georgeovog sindoma), i pojave drugih brojnih submikroskopskih promena.
Tetralogija Fallota je takođe otkrivena i kod nekih sisara, uključujući konje i pacove.

## Etiopatogeneza
Plućni protok krvi kod tetralogije Fallot je redukovan:
- stenozom valvule plućne arterije (a. pulmonalis) kod 60–70% bolesnika,
- kompletnom atrezijom valvule plućne arterije,
- supravalvularnom stenozom,
- stenozom na bifurkaciji plućne arterije,
- lokalizovanom stenozom ili atrezijom jedne od grana ili hipoplazijom intrapulmonalnih grana plućne arterije.

Kao posledica desno-levog šanta na ventrikuloseptalnom defektu javlja se cijanoza.
Hemodinamika u komorsko septanom defektu (VSD)
Hemodinamski gledano, VSD i plućna stenoza ključni su elementi koji određuju patofiziološke karakteristike bolesti. Što je stepen plućne stenoze veći to je protok kroz pluća manji, a pritisak u desnoj komori i desno-levi protok veći, a cijanoza teža. S vremenom stepen stenoze raste zbog hipertrofije izlaznog dela desne komore, pa dolazi do pojave subvalvularne stenoze. Veličinu desno-levog protoka i stepen cijanoze određuje i veličina VSD-a. Hipertrofija desne komore nastaje kao posledica plućne stenoze, ali i zbog izjednačenja pritiska u obe komore (pritisak u desnoj komori izjednačava se ili postaje veći od sistemskog pritiska). Jašuća aorta nadsvođuje VSD pri čemu deo venske krvi ulazi direktno iz desne komore u aortu.

## Klinička slika
Bolesnici sa značajnom infundibularnom i valvularnom stenozom/atrezijom su cijanotični od rođenja, a cijanoza se progresivno povećava sa godinama starosti. Za razliku od njih, kod pacijenata sa dominantno infundibularnom stenozom cijanoza se javlja kasnije i karakteristične su cijanogene krize zbog spazma infundibuluma desne komore. 
U vreme kada dete prohoda cijanoza je skoro uvek udružena sa dispnejom i čučanjem, što predstavlja prirodni pokušaj da se poveća pulmonalni protok krvi povećanjem sistemske arterijske rezistencije. 
Starija deca sa dugotrajnom cijanozom imaju plavu kožu, sive sklere sa izraženim venskim crtežom i batičaste prste na rukama i nogama.
Cijanogene krize
Tokom cijanogene krize odojče je uznemireno, ubrzano diše, bori se za vazduh, cijanoza se pojačava, što može biti praćeno sinkopom. Krize se najčešće javljaju u jutarnjim satima nakon buđenja ili nakon plača. Krize obično traju od nekoliko minuta do nekoliko sati, ali su retko fatalne. Krize su povezane sa redukcijom inače malog pulmonalnog potoka, koji dovodi do sistemske hipoksije i metaboličke acidoze.

## Dijagnoza
Dijagnoza tetralogije Fallot je ujedno i indikacija za operaciju zbog nepovoljnog prirodnog toka bolesti.
Rendgenografija
Rendgenografijom grudnog koša prikazuje se tipična konfiguracija srca, koja se obično opisuje kao čizma ili klompa sa: 
- uskom bazom srca,
- izraženim konkavitetom leve ivice srčane siluete (predeo koji normalno zauzima plućna arterija)
- uz normalnu veličinu srca.

Ultrasonografija
Konačna dijagnoza se postavlja 2-D-ehokardiografijom, koja je ključna dijagnostička metoda. Napredak tehnologije omogućio je razvoj dvo i trodimenzionalne ehokardiografije, prikazivanje tkiva i njegovih derivata Dopplerom a time i preciznije prikazivanje cirkulatornog sistema. Iako ehokardiografija može pružiti opsežne podatke, jako je zavisna od iskustvu i znanja dijagnostičara.
Uz pomoć ove metode dobijaju se informacije o:
- stepenu dektropozicije aorte,
- mestu i stepenu suženja izlaznog trakta desne komore,
- veličini plućne arterije,
- poziciji luka aorte.

Magnetska rezonanca
Magnetska rezonanca srca (CMR) je metoda izbora za procenu funkcije desne komore, plućne regurgitacije, veličine, oblika i proširenja plućnih arterija, aorte i položaja velikih krvnih sudova i provodnog sistema. 
Kompjutorska tomografija
Kompjutorska tomografija (CT) je alternativa MR, a jedina za one bolesnike koji imaju ICD (implantabilni kardioverter defibrilator) ili srčani predvodnik (pacemaker), u slučaju da nije prilagođen magnetskoj pretrazi. Ova metoda, omogućava vizualizaciju koronarnih arterija, plućnog parenhima i stadijum kalcifikacije provodnika. 
Holter monitoring
Ponavljano praćenje 24-satnog EKG-a (Holter) i elektrofiziološka studija potrebni su u bolesnika koji imaju visoki rizik, sumnjive ili dokazane aritmije, kao i kod bolesnika kod kojih se razmatra reoperacija opstrukcije izlaznog trakta desne komore. 
Kateterizacija srca
Kateterizacija srca sve se ređe indicira kao dijagnostička metoda i rezervisana je uglavnom za transkateterske zahvate na valvulama (Romfh A. et al, 2012)

## Terapija
Zbog brojnih morfoloških i kliničkih varijacije bolesti, veoma je važno svakom pacijentu pojedinačno pristupiti individualno u pravilno proceniti vremena i tipa hirurške intervencije kojoj će biti podvrgnut. Značajne promene su se desile u protokolu tretmana tetralogije Fallot. Ove promene karakteriše trend ka ranoj primarnoj korekciji i proporcionalno veći broj korekcija transatrijalnim pristupom. Na osnovu podataka iz istraživanja, na bazi ispitivanja fiziološke tolerancije i mortaliteta, optimalan uzrast za kompletnu korekciju tetralogije Fallot je između 3 i 11 meseci starosti deteta.

### Palijativne operacije
Cilj palijativnih hirurških intervencija je da povećaju protok krvi kroz pluća i da podstaknu rast dijametra hipoplazičnih plućnih arterija. Blalok-Taussig ili modifikovani Blalock-Taussig šant su i dalje šantovi izbora u uzrastu odojčeta jer omogućavaju kontrolu plućnog protoka krvi.

### Kompletna korekcija
Princip kompletne korekcije tetralogije Fallot je zatvaranje ventrikuloseptalnog defekta i oslobađanje opstrukcije izlaznog trakta desne komore. To uključuje resekciju mišića infundibuluma, oslobađanje opstrukcije na valvuli plućne arterije, trunkusu i granama plućne arterije, kao i plastiku izlaznog trakta desne komore i hipoplazičnog pulmonalnog anulusa.
Pristup za kompletnu korekciju je medijalna (središnja) sternotomija, a operacija se radi uz pomoć kardiopulmonalnog bajpasa u sistemskoj hipotermiji. Ako je za rekonstrukciju neophodan transanularni patch, odmah treba napraviti vertikalnu inciziju na infundibulumu desne komore i produžiti je preko anulusa valvule u trunkus plućne arterije. Ako je anulus valvule plućne arterije dobrog kalibra, rekonstrukcija može biti urađena transatrijalnim pristupom. 
Operativni mortalitet nakon modifikovanog Blalock-Taussigovog šanta kod dece sa nekomplikovanom tetralogijom Fallot je nizak (0,1–2,5%). Ipak, kod neonatusa sa pulmonalnom atrezijom je znatno viši (10–15%). 

### Postoperativni mortalitet i preživljavanje bolesnika
S obzirom na to da je tetralogija Fallot morfološki i klinički veoma varijabilan entitet, teško je napraviti generalizaciju hirurških rezultata. Ipak, hospitalni mortalitet kod pacijenata sa nekompliko vanom tetralogijom je stalno opadao tokom poslednje tri dekade i sada iznosi 4–8%. 
Rezultati dugog praćenja u smislu kasnog preživljavanja i kvaliteta života su odlični. Kasne komplikacije su retke; najčešće dolazi do restenoze izlaznog trakta desne komore ili regurgitacije na pulmonalnoj valvuli sa značajnom dilatacijom desne komore. Ove komplikacije su praćene aritmijama i oslabljenom funkcijom desne komore i zahtevaju reoperaciju sa ugradnjom valvuliranog konduita.

## Komplikacije
Bolesnici sa tetralogijom Fallot su izloženi brojnim komplikacijama koje su doduše retke, ali neke mogu biti veoma ozbiljne. 
- U stanjima dehidratacije i izražene policitemije može doći do cerebralne tromboze i apscesa mozga.
- Kod starijih bolesnika ruptura bronhijalnih kolateralnih sudova može dovesti do masivne hemoptizije.
- Prirodni tok bolesnika sa tetralogijom Fallot je veoma nepovoljan, kod nelečenih bolesnika:
- 25%, umire u prvoj godini života,
- 40% do navršene treće godine
- 70% do desete godine života.

## Prevencija
Većina dece rođene s urođenim srčanim manama prežive do odrasle dobi zahvaljujući izuzetnom napretku pedijatrijske kardiologije i pedijatrijske kardiokirurgije u posljednjih pedesetak godina. Zbog toga je nastala nova i rastuća populacija odraslih sa urođenim srčanim manama s kojima internisti, ili kardiolozi nisu upoznati, pa se sve više nameće potreba za pojačanom saradnjom pedijatrijskih kardiologa, kardiologa internista, kardiohirurga, radiologa kako bi se omogućila što kvalitetnija, uglavnom doživotna, medicinska briga za bolesnike sa tetralogijom Fallot i drugim srčanim anaomalijama.
Svi bolesnici sa tetralogijom Fallot trebalo bi barem jednom godišnje da budu pregledani u specijaliziovanoj ustanovi. Doduše, oni koji nemaju hemodinamske poremećaje ili oni sa minimalnm, mogu se kontrolisati i u većim vremenskim razmacima. Pri svakom pregledu treba obaviti EKG, ehokardiografiju i ukoliko je moguće magnetnu rezonantnu tomografiju. Elektrofiziološka studija treba biti sprovedena i ukoliko je prisutna aritmija, kada je u velikom broju slučajeva moguća i intervencija.

## Literatura
- Starr, J. P. (април 2010). „Tetralogy of fallot: yesterday and today”. World J Surg. 34 (4): 658—68.
- H.Renz-Polster S.Krautzig J.Braun. Basislehrbuch Innere Medizin. Urban&Fischer. ISBN 978-3-437-41052-9.

## Spoljašnje veze
- What Is Tetralogy of Fallot? at National Institute of Health (језик: енглески)
- Understanding your child’s heart: Tetralogy of Fallot; by the British Heart Foundation Архивирано на веб-сајту  (5. март 2016) (језик: енглески)

|  | Molimo Vas, obratite pažnju na važno upozorenje u vezi sa temama iz oblasti medicine (zdravlja). |